# Zgodovina Češkoslovaške
Z razpadom Avstro-Ogrske monarhije ob koncu prve svetovne vojne je na njenem ozemlju nastala neodvisna država Češkoslovaška, ki je nastala kot posledica kritičnega posredovanja, med drugim s strani ameriškega predsednika Woodrowa Wilsona.
Čehi in Slovaki niso bili na isti ravni gospodarskega in tehnološkega razvoja, ampak svoboda govora v samostojni Češkoslovaški jim je omogočila, da so napredovali v smeri premagovanja teh neenakosti. Vendar pa razlika med kulturami obeh narodov ni bila nikoli v celoti rešena in to neskladje je povzročalo velike težave skozi celotno zgodovino države.

## Politična zgodovina

### Ozadje okrog leta 1918
Prva svetovna vojna je povzročila razpad Avstro-Ogrske in s tem osvoboditev narodov, med drugim tudi Čehov in Slovakov. 
Čeprav so Čehi in Slovaki govorili jezike, ki so si bili zelo podobni, se je politični in socialni položaj čeških in slovaških narodov zelo razlikoval vse do konca 19. stoletja. Glavni razlog je bil v različnih odnosih in položaju njihovih vladarjev - Avstrijci na Češkem in Moravskem, in Madžari na Slovaškem - v okviru Avstro-Ogrske. Češka je bila najbolje industrijsko razviti del Avstrije, Slovaška pa je bila najbolje industrijsko razviti del Ogrske. - vendar na zelo različnih stopnjah razvoja. Poleg tega so bili Madžari veliko bolj odločeni, da izselijo Slovake iz Avstrije in na to ozemlje priselijo Čehe. 
V začetku 20. stoletja se je ideja o ustanovitvi države češko-slovaška začela zagovarjati v krogu nekaterih čeških in slovaških voditeljev po stikih med češkimi in slovaškimi intelektualci, zlasti v letu 1890. Kljub kulturnim razlikam, so Slovaki delili podobne težnje s Čehi za neodvisnost od države Habsburžanov.
Leta 1917, med prvo svetovno vojno, je Tomáš Masaryk ustanovil Zborovanje češkoslovaškega narodnega Sveta z Edvardom Benešom in Milanom Stefanikom (slovaška astronoma in vojna heroja). V prvi svetovni vojni se je borilo 1,4 milijona čeških vojakov, od katerih jih je 150.000 umrlo. 
Več kot 90.000 čeških in slovaških prostovoljcev je sestavljalo načrt češkoslovaške regije v Rusiji, Franciji in Italiji, kjer so se borili proti centralnim silam in kasneje z belimi ruskimi silami nad zločinskimi boljševiškimi vojaki. Včasih so bili prisotni na železnicah, in so bili posredno priča usmrtitvi ruskega carja in njegove družine leta 1918. Njihov cilj je bil pridobiti podporo zaveznikov za neodvisnost Češkoslovaške. Ta predlog je bil sprejet poleti 1918 in jeseni istega leta je Češkoslovaška razglasila svojo suverenost in se s tem odcepila od Avstro-Ogrske. 

### Prva republika (1918—1939)
Neodvisnost Češkoslovaške je bila uradno razglašena v Pragi 28. oktobra 1918, v dvorani mestne hiše. Slovaki so se uradno pridružili novoustanovljeni republiki dva dni kasneje. V mestu Martin je bila sprejeta začasna ustava, in Tomáš Masaryk je bil 14. novembra 1918, tri dni po koncu vojne, potrjen za predsednika. Pogodba iz St. Germaina, podpisana septembra 1919, je uradno priznala novo republiko. Ob tem času je prišlo tudi do različnih mejnih sporov med Poljsko in Češkoslovaško. 
Nova država je utrpela značilne težave s svojo etnično raznolikostjo, ločeno zgodovino čeških in slovaških narodov in njihovih zelo različnih verskih, kulturnih in družbenih tradicij. Nemci in Madžari so bili do Češkoslovaške močno razburjeni zaradi teritorialnih naselij. Kljub temu pa so novo republiko videli kot prehod številnih naprednih reform na področjih, kot so stanovanja, socialne varnosti in pravic delavcev. 
V letu 1938 se je bruto domači proizvod povečal za 52% in industrijska proizvodnja za 41%, Češkoslovaška se je uvrstila na 10. mesto na svetu glede industrijske proizvodnje.
Vladavina Češkoslovaške je bila načrtovana za izvajanje demokratične vladavine. Ustava je opredelila "češkoslovaški narod" kot ustvarjalca in glavni sestavni del države Češkoslovaške in češčino in slovaščino kot uradna jezika. Koncept Češkoslovaškega naroda je bil potreben, da bi upravičil vzpostavitev Češkoslovaške pred svetom, sicer statistično večina Čehov v primerjavi z Nemci je bila  šibkejša.
Delovanje nove češkoslovaške vlade se je gledalo po svoji politični stabilnosti. Po letu 1933 je Češkoslovaška ostala edina demokratična država v srednji in vzhodni Evropi.  

### Druga republika (1938—1939)
Čeprav je bila Češkoslovaška edina srednjeevropska država, ki je obdržala parlamentarno demokracijo v celotnem obdobju od leta 1918 do 1938, se je soočala s težavami z etničnimi manjšinami, kot so Madžari, Poljaki in sudetski Nemci, ki jih je sestavljal večji del nemške manjšine v državi. Nemci so sestavljali 3,5 milijonov od 14 milijonov populacije na Češkoslovaškem in so živeli v mejnih območjih med Češkoslovaško in Nemčijo. Nekateri pripadniki te manjšine, ki so bili pretežno naklonjeni Nemčiji, so poskušali ustanoviti novo češkoslovaško državo. 
Po priključitvi Avstrije k Nacistični Nemčiji, je Češkoslovaška postala naslednja tarča Adolfa Hitlerja. Nemška nacionalistična manjšina na Češkoslovaškem je močno podprla Hitlerja. 17. septembra 1938 je Hitler ukazal ustanovitev Sudetendeutsches Freikorps, paravojaške organizacije, ki je prevzela strukturo Ordnersgruppe, organizacijo narodnih-Nemcev na Češkoslovaškem. Organizacija je bila usposobljena in opremljeni nemški organi in vodenje čezmejne teroristične operacije v Češkoslovaško ozemlje. 29. septembra 1938 so Hitler, britanski premie Neville Chamberlain, francoski premie Édouard Daladier in italijanski diktator Benito Mussolini podpisali Münchenski sporazum, s katerim si je Nacistična Nemčija prisvojila obmejne dele Češkoslovaške, tim. Sudete, ozemlje, naseljeno pretežno s sudetskimi Nemci. 
Ob Iskanju samih opustošlih zahodnih je češkoslovaška vlada dogovorila, da ravnajo v skladu z dogovorom. Beneš je odstopil s položaja predsednika 5. oktobra 1938 in pobegnil v London, nasledil pa ga je Emil Hácha. Po ultimatu 30. septembra (vendar brez posvetovanja z vsemi drugimi državami), je Poljska pridobila sporno Zaolzijsko regijo kot teritorialen odstop kmalu po sporazumu v Münchnu, 2. oktobra. Ultimat je bil poslan šele po češki zahtevo.
Čehi so v močno oslabljeni Češkoslovaški republiki bili prisiljeni odobritvi večje koncesije na ne-Čehih, ki so živeli v državi. Izvršni odbor slovaške ljudske stranke se je sestal v Žilini 5. oktobra 1938 in s privolitvijo vseh slovaških strank, razen socialnih demokratov, so ustanovili samostojno slovaško vlado pod vodstvom Jozefa Tisa. Podobno kot dve glavni frakciji, so se dogovorili o vzpostavitvi avtonomne vlade, ki je bila ustanovljena 8. oktobra 1938. Konec novembra 1938 se je ozmelje, preimenovalo v tako imenovano Drugo republiko, ki je bila ponovno ustanovljena v treh avtonomnih enotah: Češki (tj češke in Moravske), Slovaški in Ruteniji.
14. marca 1939 je Slovaška država razglasila svojo neodvisnost kot satelitsko državo pod vodstvom Jozefa Tisa. Kmalu zatem, 23. marca so Madžari napadli in zasedli nekatere dele vzhodne Slovaške iz Carpatske Ukrajine.

### Druga svetovna vojna
Beneš in drugi češkoslovaški izgnanci so v Londonu organizirali češkoslovaško vlado v izgnanstvu in pogajanja za pridobitev mednarodnega priznanja za vlado in odpovedi Münchnskega sporazuma. Vlada je bila priznana s strani vlade Združenega kraljestva z odobritvijo zunanjega ministra Lorda Halifaxa z dne 18. julija 1940. V juliju in decembru 1941 sta Sovjetska zveza in Združene države Amerike priznali tudi vlado v izgnanstvu.
Češkoslovaške vojaške enote so se borile skupaj z zavezniškimi silami. V decembru 1943 je Beneševa vlada sklenila pogodbo s Sovjetsko zvezo. Beneš je dejal, da bi češkoslovaške komunistične izgnance v Veliki Britaniji v aktivnem sodelovanju z njegovo vlado, ki so ponujajle daljnosežne koncesije, vključno z nacionalizacijo težke industrije in oblikovanju odborov lokalnih ljudskih ob koncu vojne (ki je dejansko prišlo). Marca 1945 je predsedniški kabinet podal pozicije v češkoslovaškim komunističnim izgnancem v Moskvi.
Umor Reinharda Heydricha leta 1942 s skupino britanskih in usposobljenih čeških ter slovaških komandosov Jana Kubiša in Jožef Gabčík, je pripeljalo do povračilnih ukrepov, vključno z uničenjem vasi Lidice. Vsi odrasli moški prebivalci so bili usmrčeni, medtem ko so bile ženske in otroci odpeljani v koncentracijska taborišča. Podobna usoda je doletela tudi prebivalce vasi Ležáky in kasneje, ob koncu vojne, tudi prebivalce Javoříčka.
8. maja 1944 je Beneš podpisala sporazum z voditelji Sovjetske zveze, ki je določal, da češkoslovaško ozemlje osvobodi sovjetska vojska pod Češkoslovaško civilnim nadzorom.
Od 21. septembra 1944, je bila Češkoslovaška osvobojena s strani sovjetskih vojakov Rdeče armade in romunske vojske, podpornikov Češke in Slovaškega upora, od vzhoda proti zahodu; V maju 1945 so ameriške sile osvobodile mesto Plzeň. Civilna vstaja proti nacistom je potekala v Pragi maja 1945. Odpor je bil ob pomoči močno oborožen ruske osvobodilne vojske, tj, Gen Vlasov vojski. Vojska je bila sestavljena pretežno iz vojnih ujetnikov sovjetskih Nemcev. 
Kljub vladi nemškega protektorata, Češkoslovaška ni utrpela stopnjo izgube prebivalstva, ki ji je bila priča med drugo svetovno vojno v državah, kot sta Poljska in Sovjetsko zvezo. Bratislava je bila osvobojena pred Nemci 4. aprila 1945, in Praga 9. maja 1945.
Mednarodna pogodba odstopa Carpatske Ukrajine v Sovjetski zvezi je bila podpisana junija 1945 med Češkoslovaško in Sovjetsko zvezo. Povojni sporazum je predvideval izgon sudetskih Nemcev v Nemčijo pod nadzorom nadzornega sveta zaveznikov. Odločitve v zvezi z madžarsko manjšino so bile dane vladi Češkoslovaške. Februarja 1946 se je madžarska vlada strinjala, da Češkoslovaška lahko izseli veliko ljudi, saj je na Madžarskem živelo veliko Slovakov, ki so se hoteli vrniti na Češkoslovaškem.

### Tretja republika (1945—1948) in komunistični prevzem oblasti (1948)
Tretja republika je bila ustanovljena aprila 1945. Njena vlada, ki je bila ustanovljena v Košicah 4. aprila, se je maja preselila v Prago in je bila znana kot Narodna kolacijska fronta, v kateri so bile tri socialistične stranke, Komunistična partije Češkoslovaške (KSC), Češkoslovaško socialna demokratična stranka, in Češkoslovaška Narodna socialistična stranka. Nekateri socialistične stranke niso so bile vključene v koalicijo, med njimi katoliška ljudska stranka (na Moravskem) in Demokratična stranka Slovaške. 
Po predaji nacistične Nemčije, je bilo okrog 2,9 milijona etničnih Nemcev izgnanih iz Češkoslovaške. Češkoslovaška se je kmalu pridružila sojenju več vojnim zločincem. 
Predsednik Edvard Beneš je upal, da bo prepričal Sovjetsko zvezo, da bo na njihovem ozemlju zavladala demokratična vladavina, da bi s tem Češkoslovaška služila kot most med vzhodnim in zahodnim blokom. Vendar pa so komunisti zavarovali močno zastopana ozemlja države. Po volitvah maja 1946 je na Slovaškem zmagala demokratska stranka. 
Skratka, pa je KSC osvojila le 38 odstotkov glasov na ravni države. Edvard Beneš je nadaljeval funkcijo predsednika republike, ker je komunistični politik Klement Gottwald je postal premier. Najpomembneje je, da so demokratični politiki dobili nadzor nad ministrstvom za zunanje in notranje zadeve. 
Čeprav vlada, ki je vodila komunizem, ni vodila politike v skladu, kot je zahtevala Moksva. Leta 1947 je Stalin poklical Gottwalda v Moskvo; ob vrnitvi v Prago je KSC pokazal značilno radikalizacijo svoje taktike. 20. februarja 1948 je dvanajst komunističnih politikov odstopilo iz svojih položajev, deloma zaradi Benešovega pozivanja za predčasne volitve; Vendar pa Beneš ni sprejel odstopa predsedniškega kabinet in ni odpoklical volitev. V tem času so komunisti sprožili državni udar na ministrstvo. 25. februarja je Beneš, zaradi bojazni pred sovjetsko invazijo, odstopil. Sprejel je odstop disidentskih ministrov in prejel nov seznam predsednikov Gottwaldovega kabineta, s čimer je dočakal komunistični prevzem oblasti na Češkoslovaškem. 
10. marca 1948 so zunanjega ministra Jana Masaryka našli mrtvega v sumljivih okoliščinah, ki še do danes niso potrdile ali je šlo za samomor ali politični atentat. 

### Češkoslovaška republika (1948—1989)
Konec februarja 1948 so komunisti prevzeli oblast na Češkoslovaškem po državnem udaru in Edvard Beneš je odobril nov predsedniški kabinet, ki ga je vodil Klement Gottwald. Češkoslovaška je bila razglašena za državo z "ljudsko demokracijo" (do leta 1960) - predhodni korak k socializmu, ki je nato pripeljal do komunizma. Totalitarni komunistični režim je zatiral vsa nestrinjanja in nasprotovanja, Rimsko-katoliška cerkva pa je bila močno preganjana. Ideološka načela marksizmo-leninizma in socialističnega realizma so prezrla kulturno in storila poseg v zasebno življenje. 
Gospodarstvo se je zavezalo, da bo odpravilo zasebno lastništvo. Češkoslovaška je postala satelitska država vzhodnega bloka: bila je tudi članica ustanovitve Sveta za vzajemno gospodarsko pomoč (SEV), leta 1949 in Varšavskega pakta leta 1955. 
Slovaška avtonomija je bila močno omejena; Komunistična partija Slovaške (KSS) je bila združena s komunistično partijo Češkoslovaške, vendar je ohranila svojo identiteto. S sovjetskim poudarkom je Češkoslovaška začela z majhnim industrijskim razvojem. Čeprav je bila gospodarska rast Češkoslovaške za 170 odstotkov večja kot med letoma 1948 in 1957, je daleč presegla Japonsko in Zvezno republiko Nemčijo in več kot je znašala industrija v Avstriji in Grčiji.
Beneš je zavrnil podpis komunistične ustave leta 1948 (Deveta-of-maja Ustave) in odstopil iz predsedstva; nasledil ga je Klement Gottwald. Gottwald je umrl marca 1953. 
Junija 1953 je na tisoče delavcev v Plznu stavkalo proti dokazu reformne valute, ki je štelo potezo, da se utrdi sovjetski socializem na Češkoslovaškem. Demonstracije so se končale z krvavimi spopadi med protestniki in tajno policijo. 
Leta 1950 so stalinisti obtožili svoje nasprotnike zarote proti demokratični ureditvi ljudske in veleizdaje, da bi jim odvzeli moč v poziciji. Komunistična partija 14 svojih nekdanjih vodilnih članov novembra 1952  in jih 11 obsodila na smrtno kazen.    
Leta 1960 je ustava razglasila zmago socializma in razglasila Češkoslovaško socialistično republike (CSSR).
De-stalinizacija imela poznen začetek na Češkoslovaškem. V začetku leta 1960 je češkoslovaško gospodarstvo padlo zelo nizko. Stopnja industrijske rasti je bila najnižja v vzhodni Evropi. 5. januarja 1968 je centralni komite KSC izvolil Aleksandra Dubčka, slovaškega reformator, namesto Novotnýa kot prvi sekretar KSC. 22. marca 1968 je Novotný odstopil iz predsedstva in je nasledil general Ludvik Svoboda. 

#### Praška pomlad (1968)
Po padcu Novotny je bila cenzura odpravljena. Tisk, radio in televizija so uporabil za namene reformističnih propagandne. Gibanje za demokratizacijo socializma na Češkoslovaškem, prej v glavnem omejeno na inteligenco stranke, je dobila novo, priljubljeno dinamiko v Praški pomladi leta 1968 Radikalni elementi so dalo izražanje; anti-sovjetske polemike so se pojavljale v medijih; Socialni demokrati so začeli oblikovati ločeno stranko; in nastale so nove Nepovezane politične stranke. 
Partijska konservativca je pozvala izvajanje represivnih ukrepov, vendar je Dubček svetoval zmernost in vnovič poudaril vodstvo partije. Poleg tega je Dubčkovo vodstvo pozvalo k politično-vojaški spremembi v sovjetski prevladi pakta v Varšavi in Sveta za vzajemno gospodarske pomoč. Vodstvo je potrdilo svojo zvestobo socializmu in Varšavskega pakta, ampak tudi izrazilo željo po izboljšanju odnosov z vsemi državami na svetu, ne glede na socialne sisteme. 
Program je bil sprejet aprila 1968, ko so bile zastavljene smernice za humanistično socialistično demokracijo, da bi zagotovili, med drugim, svobodo veroizpovedi, tiska, montaže, govora in potovanj, program, ki bi z Dubčkovimi besedami, dal človeku boljši pogled na socializem. Po 20 letih je malo javnosti sodelovalo, prebivalstvo se je postopoma začelo zanimati za vlado, in Dubček je postal resnično priljubljena nacionalna figura.
Notranje reforme in tuje politične izjave o Dubčkovem vodstvu so povzročile veliko zaskrbljenost nekaterih drugih vlad Varšavskega pakta. Kot rezultat so vojaki iz držav Varšavskega pakta (razen Romunije) izvedli invazijo na Češkoslovaško 20. avgusta 1968. V Pragi in drugih mestih po vsej republiki so Čehi in Slovaki sprejeli vojake Varšavskega pakta z argumenti in očitki. 
Češkoslovaška vlada je izjavila, da čete Varšavskega pakta niso bile povabljene v državi in da je bila njihova invazija kršitev socialističnih načel, mednarodnega prava in Ustanovne listine Združenih narodov. Dubček, ki je bil aretiran v noči na 20. avgust, je bil sprejet v Moskvo na pogajanja. Kot rezultat tega so komunisti izvedli oster nadzor nad mediji Češkoslovaške. 
Glavni češkoslovaški reformatorji so bili prisilno in skrivaj odpeljani v Sovjetsko zvezo, kjer so podpisali pogodbo, ki je predvidevala začasno namestitvijo za nedoločeno število sovjetskih vojakov v Češkoslovaški. Dubček je bil odstavljen z mesta voditelja in generalnega sekretarja 17. aprila 1969, in ga je nadomestil Gustav Husák. 
19. januarja 1969 se je študent Jan Palach ubil, tako da se je zažgal na trgu Wenceslasa v Pragi, potem, ko je protestiral proti invaziji Češkoslovaške s strani Sovjetske zveze. Njegova smrt je šokirala mnoge opazovalce po vsem svetu. 

#### Obdobje po praški pomladi
Slovaška je kot del Češkoslovaške pridobila velike dobičke v industrijski proizvodnji v letih 1960 in 1970. Do leta 1970, je bila njena industrijska proizvodnja blizu tiste s Češko, dohodek na prebivalca se je povečal z nekaj več kot 60 odstotkov, da iz Češke in Moravske v letu 1948 za skoraj 80 odstotkov v letu 1968, in Slovaško na prebivalca zaslužek moč znašala ki ima od Čehov v 1971. Dinamika Slovaške gospodarske rasti še naprej višja od rasti Češke do danes (2003).
Dubček je ostal v predsedniški pisarni le do aprila 1969. Gustav Husák je bil imenovan za prvega sekretarja. Program "normalizacije" se je takrat ravno začel. Normalizacija je povzročila intenzivno politično represijo in vrnitev v ideološko skladnost. Nova čistka je povzročila usmrtitev več češkoslovaških politikov z vseh reformističnih elementov. 
Anti-sovjetska demonstracija avgusta 1969 je uvedla obdobje ostre represije. Med leti 1970 in 1980 je postalo znano kot obdobje "normalizacije". Politično, socialno in gospodarsko življenje se je poslabšalo. Novoustanovljena zvezna skupščina, ki je nadomestil državni zbor, je bila na delu v tesnem sodelovanju z Državnim svetom češkega in slovaškega Državnega sveta (to so nacionalni parlamenti).
Leta 1975 je Gustáv Husák združil položaj predsednika na svoje delovno mesto kot vodjo partije. Husákov režim je nadzoroval in imel pod nadzorom vse, vključno z zasebnim življenjem državljanov. Husák je tudi poskušal pridobiti privolitev za njegovo vladavino, ki je zagotavljala boljši življenjski standard. Vrnil je Češkoslovaško k planskemu gospodarstvu s poudarkom na težeh centralnega planiranja in je še naprej razširjal industrializacijo. 
Nekaj časa se je zdelo, da je bila politika uspešna; leta 1980 pa je nastopilo obdobje gospodarske stagnacije. Druga značilnost Husákove vladavine je bila stalna odvisnost od Sovjetske zveze. Leta 1980 je bilo približno 50 odstotkov zunanje trgovine Češkoslovaške uvoženih iz Sovjetske zveze, in skoraj 80 odstotkov je bilo iz drugih komunističnih držav vzhodnega bloka. 
Med leti 1970 in 1980, je komunistični režim zaprl več posameznikov in drugih organizacijskih skupin, ki so si prizadevali za samostojno razmišljanje in aktivnosti. Med njimi so bili umetniki, nekdanji javni uslužbenci, in druge pomembne številke.
Ljudje so kritizirali vlado, ker ni izvajala določb o človekovih pravicah iz dokumentov, ki jih je podpisala, vključno z lastnim državnim statutom: mednarodne zaveze o političnih, civilnih, gospodarskih, socialnih in kulturnih pravic; in sklepna listina Konference za varnost in sodelovanje v Evropi. Čeprav niso bile organizirane akcije v vsakem pravem pomenu, so podpisniki podpisali listino, ki je pomenila državljansko pobudo, ki naj bi prisilile češkoslovaško vlado, naj spoštuje formalne obveznosti, da spoštuje človekove pravice svojih državljanov. 
Podpisnike listine so aretirali in zasliševali; pogosto so ostali brez službe. Vera je bila prav tako omejena in močno nadzorovana. Duhovniki so morali imeti licenco. Številni Čehi in Slovaki so se preselili na Zahod. 

### Zadnja leta komunistične vladavine
Čeprav se je Husák marca 1987 nominalno zavezal na Češkoslovaško, da bo sledila programu perestrojke Mihaila Gorbačova, se v resnici od tega ni zgodilo veliko. 17. decembra 1987 je Husák, odstopil z mesta vodje komunistične partije. Ohranil pa je mesto predsednika Češkoslovaške in polnopravno članstvo v predsedstvu KSČ. Miloš Jakeš, ki je na mestu prvega sekretarja KSČ zamenjal Husáka, ni spremenil ničesar. Počasen tempo češkoslovaškega reformnega gibanja je dražil sovjetsko vodstvo. 
Prva protikomunistična demonstracija je potekala 25. marca 1988 v Bratislavi (demonstracije Sveče v Bratislavi). Šlo je za nedovoljeno mirno zbiranje okoli 2000 (drugi viri 10.000) rimokatoličanov.  Demonstracije so potekale tudi 21. avgusta 1988 (obletnica sovjetske invazije leta 1968) v Pragi, 28. oktobra 1988 (ustanovitev Češkoslovaške 1918) v Pragi, Bratislavi in nekaterih drugih mestih, januarja 1989 (smrt Jana Palacha januarja 1969), 21. avgusta 1989 in 28. oktobra 1989. 

#### Žametna revolucija
Protikomunistična revolucija se je začela 16. novembra 1989 v Bratislavi z demonstracijo slovaških študentov za demokracijo in se je nadaljevala z dobro znano podobno demonstracijo čeških študentov v Pragi 17. novembra istega leta. 
17. novembra 1989 je komunistična policija nasilno zatrla mirne demonstracije in brutalno pretepla številne študente. V naslednjih dneh so se Listina 77 in druge skupine združile v Civic Forum, krovno skupino, ki se zavzema za birokratske reforme in državljanske svoboščine. Njen vodja je bil disidentski dramatik Václav Havel. Državljanski forum se je namerno izogibal oznaki "stranka", besedi, ki je imela v prejšnjem režimu negativno konotacijo, je Civic Forum hitro pridobil podporo milijonov Čehov, tako kot slovaški kolega, Javnost proti nasilju. 
Komunistična partija se je soočila s prevladujočim zavračanjem ljudi, zaradi česar je skoraj propadla. Njena voditelja Husák in šef partije Miloš Jakeš sta decembra 1989 odstopila, Havel pa je bil 29. decembra izvoljen za predsednika Češkoslovaške. Osupljiva hitrost teh dogodkov je bila deloma posledica nepriljubljenosti komunističnega režima in sprememb v politiki.

### Demokratična Češkoslovaška (1989—1992)
Koalicijska vlada, v kateri je imela komunistična partija manjšino ministrskih mest, je bila sestavljena decembra 1989. Prve svobodne demokratične volitve na Češkoslovaškem po letu 1946 so potekale junija 1990 brez incidentov in z več kot 95 % glasov prebivalstva. Kot je bilo pričakovano, sta Civic Forum in Public Against Violence prepričljivo zmagala v svojih republikah in pridobila udobno večino v zveznem parlamentu. Parlament je izvedel pomembne korake za zagotovitev demokratičnega razvoja Češkoslovaške. Novembra 1990 se je uspešno približala poštenim lokalnim volitvam, ki so zagotovile temeljne spremembe na ravni okrožja in mesta. 
Civic Forum pa je ugotovil, da čeprav je uspešno izpolnil svoj primarni cilj – strmoglavljenje komunističnega režima – je bil neučinkovit kot vladajoča stranka. Propad Državljanskega foruma je večina ocenila kot nujno in neizogibno.
Do konca leta 1990 so se razvili neuradni parlamentarni "klubi" z različnimi političnimi programi. Najbolj vplivna je bila Državljanska demokratska stranka, ki jo je vodil Václav Klaus. Druge pomembne stranke, ki so nastale po razcepu, so bile Češka socialdemokratska stranka, Državljansko gibanje in Državljansko demokratsko zavezništvo. 

### Razpad Češkoslovaške
Do leta 1992 so slovaški pozivi k večji avtonomiji dejansko preprečili vsakodnevno delovanje zvezne vlade. Na volitvah junija 1992 je Klausova Državljanska demokratska stranka uspešno zmagala na Češkem na podlagi platforme gospodarskih reform. Gibanje za demokratično Slovaško Vladimírja Mečiarja se je izkazalo kot vodilna stranka na Slovaškem, ki je svoj poziv utemeljila s poštenostjo do slovaških zahtev po avtonomiji. Federalisti, kot je Havel, niso mogli zadržati trenda proti razcepu. Julija 1992 je predsednik Havel odstopil. V drugi polovici leta 1992 sta Klaus in Mečiar sklenila dogovor, da bosta republiki do konca leta šli vsaka po svoji poti. 
Poslanci češkoslovaškega parlamenta (Zvezne skupščine), razdeljeni po nacionalni ravni, so komaj sodelovali, da bi konec leta 1992 sprejeli zakon o uradni ločitvi obeh narodov. 1. januarja 1993 sta bili Češka republika in Slovaška republika ustanovljeni kot neodvisni državi. 
Odnosi med državama so bili kljub občasnim sporom o delitvi zvezne lastnine in urejanju meje mirni. Obe državi sta dosegli takojšnje priznanje ZDA in svojih evropskih sosednjih držav. 

## Ekonomska zgodovina
V času komunističnega vladanja je Češkoslovaško prizadela druga svetovna vojna. Ubitih je bilo skoraj 1 milijon ljudi od predvojnega prebivalstva 15 milijonov. Leta 1946 je bilo izgnanih dodatnih 3 milijone Nemcev. Leta 1948 je vlada začela poudarjati težko industrijo zaradi kmetijskega in potrošniškega blaga ter storitev. Številne osnovne industrije in zunanja trgovina ter domača trgovina so bile nacionalizirane, preden so komunisti prevzeli oblast. Nacionalizacija večine trgovin je bila končana v letih 1950–1951. 
Težka industrija je v petdesetih letih dvajsetega stoletja prejela veliko gospodarsko podporo. Čeprav je bila delovna sila tradicionalno usposobljena in učinkovita, so neustrezne spodbude za delo in upravljanje prispevale k visoki fluktuaciji delovne sile, nizki produktivnosti in slabi kakovosti izdelkov. Gospodarski neuspehi so dosegli kritično fazo v šestdesetih letih dvajsetega stoletja, po kateri so iskali različne reformne ukrepe, vendar brez zadovoljivih rezultatov.
Upanje na obsežno gospodarsko reformo je prišlo z vzponom Aleksandra Dubčka januarja 1968. Kljub ponovnim prizadevanjem pa se Češkoslovaška ni mogla spopasti z gospodarskimi silami, še manj pa začeti obsežne naloge obnavljanja osnovnih težav gospodarstva. 
Gospodarstvo je v sedemdesetih letih dvajsetega stoletja raslo, nato pa je med letoma 1978 in 1982 upadlo. Poskusi, da bi ga izboljšali gospodarstvo v osemdesetih letih s programi spodbud za vodstvo in delavce, so bili večinoma neuspešni. Gospodarstvo je raslo po letu 1982 in doseglo letno povprečno rast proizvodnje za več kot 3 % med letoma 1983 in 1985. Uvoz iz Zahoda je bil zmanjšan, izvoz pa se je povečal. Nove naložbe so bile izvedene v elektronski, kemični in farmacevtski sektor, ki so bili sredi osemdesetih let dvajsetega stoletja vodilni v industriji v vzhodni Evropi.